# Megophthalmus scabripennis
Megophthalmus scabripennis är en insektsart som beskrevs av Edwards 1915. Megophthalmus scabripennis ingår i släktet Megophthalmus och familjen dvärgstritar. Inga underarter finns listade i Catalogue of Life.